# Graissessac
Graissessac è un comune francese di 704 abitanti situato nel dipartimento dell'Hérault nella regione dell'Occitania. È stato un importante centro per l'estrazione del carbone fossile, prima in miniera poi a cielo aperto.

## Società

### Evoluzione demografica
Abitanti censiti